# 延边农村商业银行
延边农村商业银行股份有限公司（简称“延边农商行”；中国朝鲜语： Yŏnbyŏn Nongch'on Sangŏb Ŭnhaeng）为中國吉林省延边州的一家农村商业银行，总行位于延吉市友谊路185号。现有1个营业部、1个分行、14个支行，共66个营业网点，员工总数1079人，注册资本人民币16.35亿。2018年末资产总额434.06亿元，各项贷款余额145.96亿元，各项存款242.63亿元，实现拨备前利润6.52亿元。监管评级为2C级，主体信用评级为AA-。

## 历史
延边朝鲜族自治州农村信用合作社联合社成立于2000年10月16日。成立之初，全州106个独立核算单位，260个储蓄网点，15个分社，316个信用站，职工2400多人。
州联社逐渐发展成为省内农村金融系统的盈利第一大户，全省本系统内人均存款、贷款、利润均居第一位。2006年8月，按照省、州两级党委和政府的意见，受吉林省联社委托代管了延边25家城市信用社，通过实施更名改制、吸纳整合、注资帮扶等科学有效的措施，化解其资产风险。
2007年1月5日，中国银监会批准整合延吉、龙井、图们三市的农村信用联社，并整体接收了城市信用社的的基础上成立延边农业合作银行，2007年1月27日正式挂牌成立。 
在原延边农村合作银行基础上，引入新的发起人共同发起设立的延边农村商业银行。根据2011年11月9日《吉林银监局关于延边农村商业银行股份有限公司开业的批复（吉银监复〔2011〕515号）》，2011年11月15日延边农村商业银行开业庆典挂牌成立。董事长孙庆良、行长李小明。该行注册资本为人民币208，603，290.00元，法定代表人为孙庆良。
2025年7月18日，国家金融监督管理总局公布批复显示，同意在吉林农信及其成员机构基础上筹建吉林农村商业银行，本行预计也将并入内。